# I Do (Colbie Caillat)
I Do è un brano musicale della cantante statunitense Colbie Caillat, pubblicato il 4 febbraio 2011 come primo singolo dal suo terzo album All of You dall'etichetta discografica Universal Republic. La canzone è scritta da Colbie Caillat e Toby Gad ed è stata prodotta da Greg Wells, e ha raggiunto la ventitreesima posizione della classifica statunitense.
In I Do, un brano folk pop con elementi di musica acustica, la cantante parla di un matrimonio. Il relativo video musicale è stato pubblicato l'11 marzo 2011 ed è stato diretto da Ethan Lader. In esso la cantante è mostrata in vari ambienti di una casa, dove canta e dichiara il suo amore.

## Tracce
Download digitale
1. I Do - 2:54

## Classifiche
| Classifica (2011) | Posizione massima |
| ----------------- | ----------------- |
| Austria           | 30                |
| Belgio (Fiandre)  | 64                |
| Belgio (Vallonia) | 68                |
| Germania          | 33                |
| Giappone          | 10                |
| Stati Uniti       | 23                |